# La valigia dei sogni
Pour plus de détails, voir Fiche technique et Distribution.
La valigia dei sogni, parfois traduit La Valise des songes, est un film italien de Luigi Comencini, sorti en 1953.
Le film, inédit en France, a été restauré par la Fondazione della Cineteca Italiana, la cinémathèque française et la cinémathèque de Bologne.

## Synopsis
Un ancien acteur du cinéma muet récupère un jour des vieux films, qu'il sauve ainsi de la destruction, puis se met à organiser des projections pour ses amis. 

## Fiche technique
- Titre original : La valigia dei sogni
- Réalisation : Luigi Comencini
- Assistant réalisateur : Gianni Comencini
- Scénaristes : Giuseppe Bennati, Ettore Maria Margadonna, Luigi Comencini
- Musique : Mario Nascimbene
- Directeur de la photographie : Václav Vích
- Montage : Franco Fraticelli
- Décorateur : Flavio Mogherini, Giorgio Giovannini
- Producteur : Mario Villa
- Directeur de production : Giuseppe Fatigati
- Ingénieur du son : Giulio Panni
- Sociétés de Production : Mambretti Film
- Durée : 84 minutes
- Pays :  Italie
- Langue : Italien
- Couleur : Noir et Blanc
- Format : 1,37 : 1
- Son : Mono
- Date de sortie :
  - Italie : 29 octobre 1953

## Distribution
- Umberto Melnati : Ettore Omeri
- Maria-Pia Casilio : Mariannina
- Roberto Risso	: Giorgio Astori
- Ludmilla Dudarova : La Baronne Caprioli
- Helena Makowska : Elle-même
- Flora Mariel : la sœur
- Giulio Calì : Employé de la Bibliothèque Nationale
- Xenia Valderi	: La directrice du musée
- Giuseppe Chinnici : Le commissaire
- Marinita
- Nino Vingelli	: Un prisonnier
- Gemma Bolognesi : Une amie de la Baronne
- Pietro De Vico : Le directeur du spécimen
- Eugenia Tavani : La concierge

Acteurs issus d'archives de films
- Italia Almirante-Manzini
- Francesca Bertini
- Lyda Borelli
- Wanda Capodaglio
- Tullio Carminati
- Renato Cialente
- Eleonora Duse
- Antonio Gandusio
- Febo Mari

## Critiques
Selon la Cinémathèque française, il s'agit d'« un hommage sincère et émouvant aux origines du cinématographe, avec de nombreux extraits de films muets célèbres ».